# Ростуше
Ростуше (на македонска литературна норма: Ростуше; на албански: Radostusha) е село в Северна Македония, център на Община Маврово и Ростуше.

## География
Селото е разположено в областта Долна река в източните склонове на Дешат над река Радика.

## История
В XIX век Ростуше е смесено българо-торбешко село в Реканска каза на Османската империя. В „Етнография на вилаетите Адрианопол, Монастир и Салоника“, издадена в Константинопол в 1878 година и отразяваща статистиката на населението от 1873 година, Расостуше (Rassostouché) е посочено като село с 200 домакинства, като жителите му са 209 помаци и 192 българи. Църквата „Свети Архангел Михаил“ е от XIX век.
Според статистиката на Васил Кънчов („Македония. Етнография и статистика“) в 1900 Раостоше има 260 жители българи християни и 610 българи мохамедани.
На Етнографската карта на Битолския вилает на Картографския институт в София от 1901 година Ростуше е смесено село българи, помаци (българи мохамедани) и албанци в Реканската каза на Дебърския санджак със 174 къщи.
Цялото християнско население на селото е под върховенството на Българската екзархия. По данни на секретаря на екзархията Димитър Мишев („La Macédoine et sa Population Chrétienne“) в 1905 година в Ростуше има 272 българи екзархисти.
Според статистика на вестник „Дебърски глас“ в 1911 година в Ростуше има 39 български екзархийски и 190 помашки къщи.
Ростушката болница, изградена в 1929 година, е обявена за паметник на културата.
Според преброяването от 2002 година селото има 872 жители.
| Националност     | Всичко |
| северномакедонци | 397    |
| албанци          | 41     |
| турци            | 427    |
| роми             | 0      |
| власи            | 0      |
| сърби            | 0      |
| бошняци          | 2      |
| други            | 5      |

В 2014 година името на селото е върнато от Ростуша към оригиналното Ростуше и съответно името на общината е променено от Маврово и Ростуша на Маврово и Ростуше.

## Личности
Родени в Ростуше
- Ниязи Лиманоски (1941 – 1997), етнолог и политик от Република Македония[11]
- Рисе Бислимовски (1959 – 2012), политик от Република Македония
- Тасим Сулейманоски (р. 1969), северномакедонски политик
- Илия Филиповски (р. 1941), северномакедонски политик

## Галерия
- Писмо от жители на селата Ростуше и Велобърдо до българския екзарх Йосиф I за обновяване на църквата „Успение Богородично“ между двете села, с. 1, 8 февруари 1893 г.
- Писмо от жители на селата Ростуше и Велобърдо до българския екзарх Йосиф I за обновяване на църквата „Успение Богородично“ между двете села, с. 2
- Писмо на българската църковна община в Дебър до екзарх Йосиф I за църквата на с. Рао-стуше и Вело-бърдо, с. 1, 18 май 1893
- Писмо на българската църковна община в Дебър до екзарх Йосиф I за църквата на с. Рао-стуше и Вело-бърдо, с. 2, 18 май 1893
- Писмо на българската църковна община в Дебър до екзарх Йосиф I за църквата на с. Рао-стуше и Вело-бърдо, с. 3, 18 май 1893